# Liste biblischer Personen/L
Diese Liste biblischer Personen führt Eigennamen von Personen auf, die in der Bibel vorkommen. Sie ist nach dem Alphabet auf mehrere Seiten aufgeteilt. Angegeben sind jene Bibelstellen, in denen die Person zuerst genannt wird. Namen von Orten, Bergen, Flüssen, Seen, Meeren, Inseln, Heiligtümern, Ländern, Völkern finden sich in der Liste geographischer und ethnographischer Bezeichnungen in der Bibel. 

## L
| Name (dt.)          | Name (Urtext)                   | Bedeutung des Namens                                                                            | Bibelstelle     | Person                                             |
| ------------------- | ------------------------------- | ----------------------------------------------------------------------------------------------- | --------------- | -------------------------------------------------- |
| Laban               | לָבָן lāḇān                       | „weiß“                                                                                          | Gen 24,29 u. ö. | Bruder Rebekkas                                    |
| Laïtiël             | לְאִיתִיאֵל ləʾîtîʾēl               | verm. fehlerhaft überlieferter Text, möglicherweise kein Eigenname, vllt. „zu Itiël“            | Spr 30,1        | Urheber von Sprüchen                               |
| Lachmi              | לַחְמִי laḥmî                      | „Betlehemiter“                                                                                  | 1 Chr 20,5      | Bruder Goliats                                     |
| Lada                | לַעְדָּה laʿdâ                      | unsicher, „Gott schmückt“ oder „Doppelkinn“                                                     | 1 Chr 4,21      | Judäer                                             |
| Ladan               | לַעְדָּן laʿdān                     | unsicher, „Gott schmückt“ oder „Doppelkinn“ oder „Gott lässt sich wohlgehen“ oder „Wohlergehen“ | 1 Chr 7,26      | Ephraimit                                          |
| Ladan               | לַעְדָּן laʿdān                     | unsicher, „Gott schmückt“ oder „Doppelkinn“ oder „Gott lässt sich wohlgehen“ oder „Wohlergehen“ | 1 Chr 23,7      | Nachkomme Gerschons                                |
| Laël                | לָאֵל lāʾēl                       | „zu Gott gehörig“                                                                               | Num 3,24        | Levit, Gerschoniter, Vater Eljasafs                |
| Lahad               | לַהַד lahad                       | unsicher, vllt. „der Erschöpfte“ oder „Gott ist Hadad“                                          | 1 Chr 4,2       | Zoratiter                                          |
| Lajisch             | לַיִשׁ lajiš                       | „Löwe“                                                                                          | 1 Sam 25,44     | Vater des zweiten Gatten von Michal                |
| Lamech              | לֶמֶךְ læmæḵ                       | unbekannt                                                                                       | Gen 4,18 u. ö.  | Vater vor der Flut, Nachkomme Kains oder Seths     |
| Lappidot            | לַפִּידוֹת lappîdōt                 | „Fackel“                                                                                        | Ri 4,4          | Mann der Debora                                    |
| Lazarus             | Λάζαρος Lázaros                 | „Gott hilft“                                                                                    | Lk 16,20 u. ö.  | Armer Mann in einem Gleichnis                      |
| Lazarus             | Λάζαρος Lázaros                 | „Gott hilft“                                                                                    | Joh 11,1 u. ö.  | Freund Jesu                                        |
| Lea                 | לֵאָה lēʾâ                        | „(Wild-)Kuh“ oder „[Gott] ist stark“                                                            | Gen 29,16 u. ö. | älteste Tochter Labans                             |
| Lebana              | לְבָנָה ləḇānâ                     | vllt. „die Weiße“ oder „weiß“                                                                   | Esr 2,45 u. o.  | Oberhaupt einer Heimkehrerfamilie                  |
| Lebbäus             | Λεββαῖος Lebbaîos               | unsicher, Variante von Thaddäus oder Beiname desselben                                          | Mt 10,3 u. ö.   | alternativer Name von Thaddäus                     |
| Lemuël              | לְמוּאֵל ləmūʾēl und לְמוֹאֵל ləmōʾēl | „zu Gott gehörig“                                                                               | Spr 31,1        | Adressat im Buch der Sprichwörter, König von Massa |
| Levi                | לֵוִי lēwî                        | umstritten                                                                                      | Gen 29,34 u. ö. | Sohn Jakobs und Leas                               |
| Libni               | לִבְנִי liḇnî                      | „weiß“                                                                                          | Ex 6,17         | Sohn Gerschons                                     |
| Likhi               | לִקְחִי liqḥî                      | vllt. „Teil“, „Anteil“ oder „nehmen“, „empfangen“                                               | 1 Chr 7,19      | Manassit                                           |
| Lilit               | לִילִית lîlît                     | umstritten, verm. „Windhauch“                                                                   | Jes 34,14       | mythologische Gestalt                              |
| Linus               | Λίνος Línos                     | „Volkslied“                                                                                     | 2 Tim 4,21      | Grüßender im 2. Timotheusbrief                     |
| Lo-Ammi             | לֹא עַמִּי lōʾ ʿammî                | „Nicht mein Volk“                                                                               | Hos 1,9         | jüngster Sohn des Propheten Hosea                  |
| Lohesch             | לוֹחֵשׁ lōḥēš                      | „Flüsterer“ oder „Zauberer“                                                                     | Neh 3,12 u. ö.  | Vater eines Obersten über einen Teil Jerusalems    |
| Loïs                | Λωΐς Lōís                       | „besser“, „begehrenswerter“                                                                     | 2 Tim 1,5       | Großmutter von Timotheus                           |
| Lo-Ruhama           | לֹא רֻחָמָה lōʾ ruḥāmâ              | „kein Erbarmen“, „nichtgeliebt“                                                                 | Hos 1,6         | Tochter von Hosea                                  |
| Lot                 | לוֹט lōṭ                         | unbekannt                                                                                       | Gen 11,27 u. ö. | Sohn Harans                                        |
| Lotan               | לוֹטָן lōtān                      | unbekannt                                                                                       | Gen 36,20 u. ö. | Sohn von Seïr                                      |
| Lucius, auch Luzius | Λούκιος Lúkios                  | „bei Tageslicht geboren“, „bei Tagesanbruch geborenen“                                          | Apg 13,1        | Christ aus Antiochia; siehe Lucius von Cyrene      |
| Lucius, auch Luzius | Λούκιος Lúkios                  | „bei Tageslicht geboren“, „bei Tagesanbruch geborenen“                                          | Röm 16,21       | Ein Verwandter von Paulus                          |
| Lucius, auch Luzius | Λούκιος Lúkios                  | „bei Tageslicht geboren“, „bei Tagesanbruch geborenen“                                          | 1 Makk 15,16.22 | Konsul                                             |
| Lud                 | לוּד lūd                         | „Lydien“                                                                                        | Gen 10,22 u. ö. | Sohn Sems und Enkel Noachs                         |
| Lukas               | Λουκᾶς Lukâs                    | „Licht“, „leuchtend“, „der am Tag(esanbruch) Geborene“                                          | Kol 4,14 u. ö.  | Paulusbegleiter, Arzt                              |
| Lydia               | Λυδία Lydía                     | „die Lydierin“                                                                                  | Apg 16,14 u. ö. | Christin aus Thyatira                              |
| Lysanias            | Λυσανίας Lysanías               | „der Leid beendet“, „der Kummer beendet“, „der Sorgen beendet“                                  | Lk 3,1          | Landesfürst von Abilene                            |
| Lysias              | Λυσίας Lysías                   | „der Erlöste“, „der Lösende“                                                                    | Apg 23,26 u. ö. | Beiname des Claudius; römischer Oberst in Judäa    |
| Lysimachus          | Λυσίμαχος Lysímachos            | „der den Kampf beendet“                                                                         | nach Est 10,3   | Übersetzer des Esterbuches ins Griechische         |